# Sierra Tequila

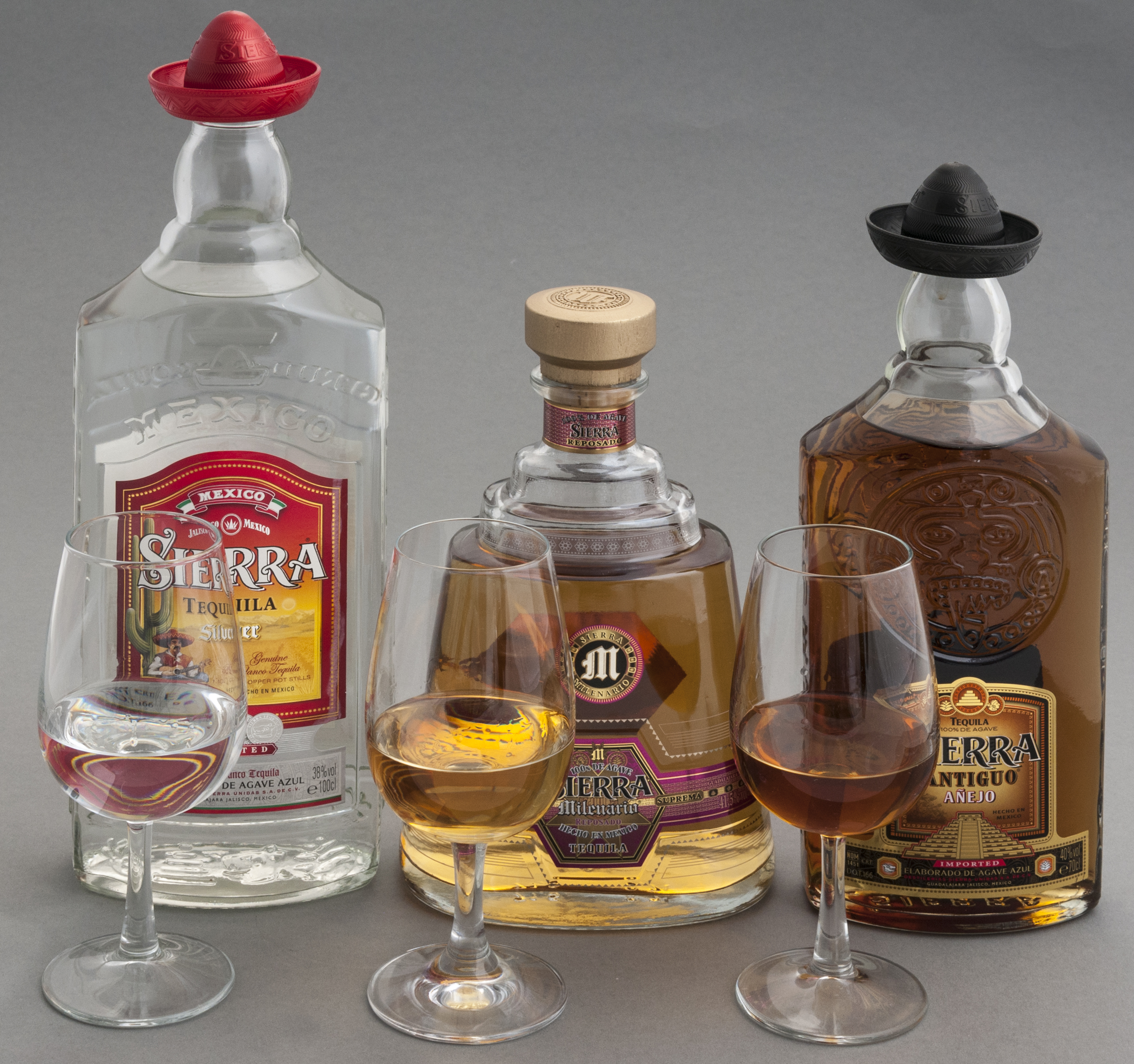
Sierra Tequila in den Qualitäten Silver (ungelagerter Mixto-Tequila) sowie mit 100 % Agave: Milenario Reposado und Antiguo Añejo (v. l. n. r.)

Sierra Tequila ist eine Marke für die Spirituose Tequila und gehört dem Unternehmen Borco-Marken-Import aus Hamburg. Hergestellt werden die Tequilas in der Destilerías Sierra Unidas, S.A. de C.V., Guadalajara, Mexiko, an welcher Borco die Mehrheitsbeteiligung besitzt. Das besondere Kennzeichen der Marke ist ein Sombrero aus Kunststoff, der am Flaschenverschluss angebracht ist.

## Geschichte
Sierra Tequila wurde 1981 auf dem deutschen Markt eingeführt und entwickelte sich schon in den 1980er Jahren zum Marktführer im seinerzeit rasch wachsenden Tequila-Segment in Deutschland. Zwischen 1987 und 1991 konnte der Marktanteil von Sierra Tequila von über 70 auf nahezu 90 % gesteigert werden und verzeichnete mit bis zu 45 % zeitweise die höchsten jährlichen Zuwachsraten beim Spirituosenverkauf im Lebensmitteleinzelhandel (LEH) überhaupt. Begleitet von einer 1989 begonnenen, intensiven Werbekampagne des Herstellers mit dem Slogan Innen gut, außen mit Hut wurden beispielsweise im Jahr 1990 1,8 Millionen Flaschen verkauft. Neben der Marke Sierra sind auch die charakteristische Flaschenform einschließlich des aufgesetzten Sombreros in Deutschland und zahlreichen weiteren Ländern geschützt. Heute (2015) beträgt der Marktanteil von Sierra Tequila in Deutschland – dem drittgrößten Tequilamarkt weltweit hinter Mexiko und den USA – nach Herstellerangaben noch immer 75 %. Darüber hinaus wird Sierra Tequila in über 90 Länder exportiert. Global gesehen bestimmt allerdings die Marke José Cuervo den Tequilamarkt und hat als Marktführer international die größten Marktanteile.

## Produkte

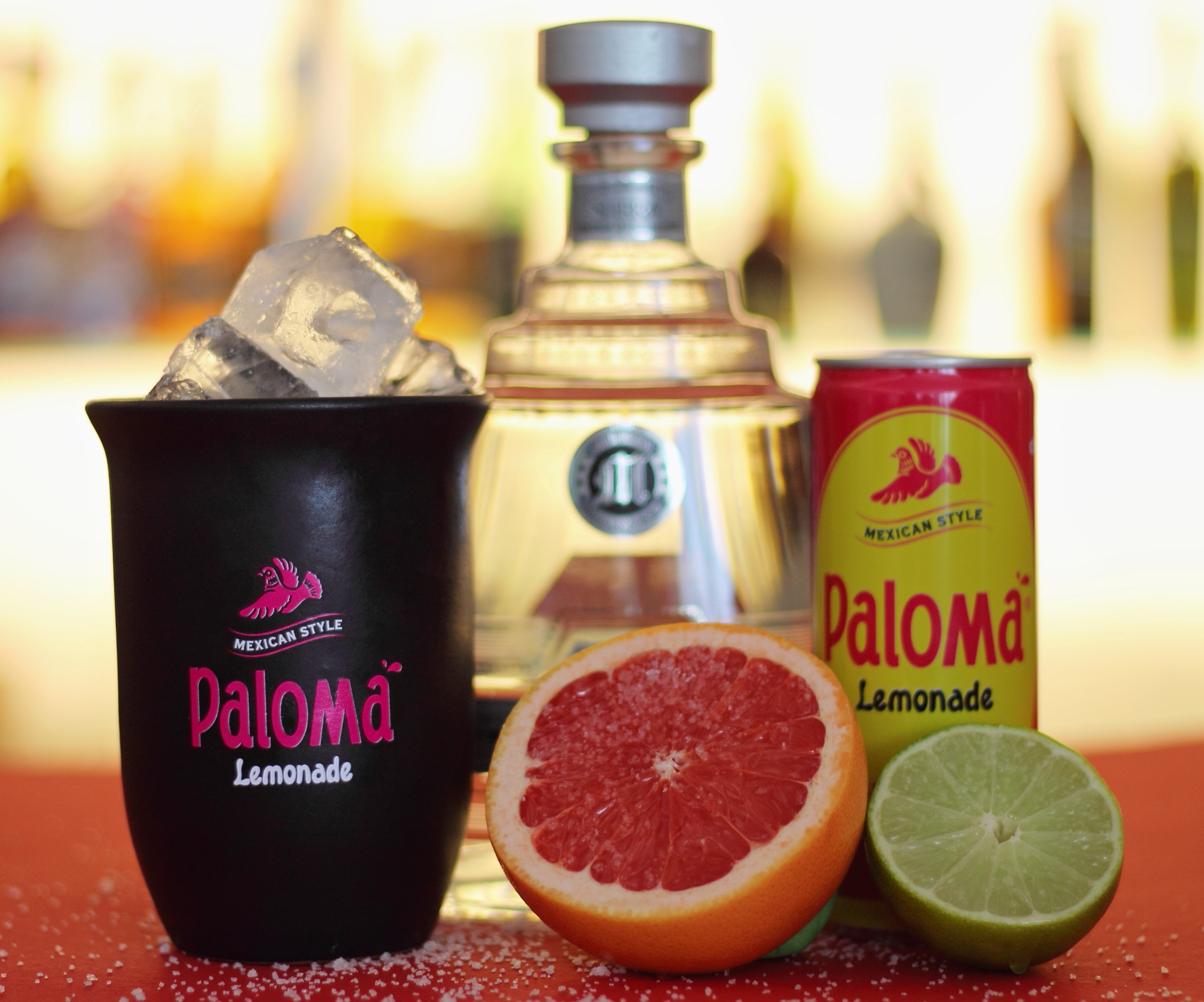
Paloma, ein Signature Drink des Herstellers Borco aus der gleichnamigen Pink-Grapefruit-Limonade und Sierra Milenario Tequila.

Tequilas der Marke Sierra sind in den sieben Qualitäten Silver, Reposado, Antiguo Blanco und Antiguo Extra Anejo sowie Milenario Blanco, Milenario Reposado und Milenario Extra Anejo erhältlich. Die Varianten Silver und Reposado sollen eher als Tequila des unteren Preisniveaus gelten und sind Mixto-Tequilas. Das bedeutet, dass lediglich 51 Prozent des zur Alkoholproduktion verwendeten Zuckers von der Agave azul (Blaue Agave) stammen müssen, zudem dürfen Mixtos auch in Tanks abgefüllt exportiert und erst vor Ort auf Trinkstärke verdünnt und abgefüllt werden. Die Antiguos und die in den Jahren 2007 und 2009 eingeführten Milenario-Tequilas sind demgegenüber 100 % de Agave Tequilas, der enthaltene Alkohol wird also ausschließlich aus fermentierten Agaven gewonnen. Nach den Vorschriften der mexikanischen Regulierungsbehörde Consejo Regulador del Tequila müssen diese Qualitäten bereits in Mexiko abgefüllt werden, wobei die Abfüllung fassgereifter Tequilas nur unter staatlicher Aufsicht erlaubt ist. Vor allem die Milenario-Tequilas platzieren sich als Premium-Marken; die Flaschen haben eine andere Form und werden ohne den markentypischen Sombrero ausgeliefert.
Seit 2011 ist mit Sierra Margarita Supreme ein Cocktail-Fertigmix auf dem deutschen und internationalen Markt erhältlich. Im gleichen Jahr führte Borco mit Paloma Pink Grapefruit Lemonade ein alkoholfreies, kohlensäurehaltiges Erfrischungsgetränk in Deutschland und Österreich ein, das im Auftrag der Destilería Sierra S.A. produziert wird. Die Limonade wurde nach Angaben des Herstellers mit seinen Zusätzen wie Agavensirup, Limette und Meersalz speziell entwickelt, um in Kombination mit Sierra Tequila und ohne weitere Zutaten den in Mexiko beliebten Cocktail Paloma, eine Longdrink-Variante der Margarita, mischen zu können, der seitdem als Signature Drink der Marke beworben wird.
2015 wurde das Sortiment um zwei Liköre auf Tequila-Basis ergänzt, die ebenfalls in der markentypischen Flasche mit Sombrero verkauft werden: Sierra spiced mit dem Mixto-Tequila Sierra Reposado, Zimt und Orange sowie Sierra café mit Sierra Silver und Kaffeearoma. Der Alkoholgehalt beträgt bei beiden 25 % vol.